# پیتای زنگارگون
پیتای زنگارگون (نام علمی: Hydrornis oatesi) پیتایی است که در سرده 	پیتاهای آسیای جنوب‌شرقی قرار دارد. این گونه در جمهوری خلق چین, لائوس, مالزی, میانمار, تایلند و ویتنام پراکنده است.